# Мендес, Диего
Дие́го Ме́ндес Моле́ро (исп. Diego Méndez Molero; 29 августа 2003, Мостолес, Испания) — испанский футболист, полузащитник клуба «Райо Вальекано».

## Клубная карьера
13 ноября 2022 года Мендес дебютировал за основную команду «Райо Вальекано» в матче кубка Испании против клуба «Мольерусса» и отличился забитым голом.